# NGC 5150
NGC 5150 (również PGC 47169) – galaktyka spiralna z poprzeczką (SBbc), znajdująca się w gwiazdozbiorze Hydry. Odkrył ją John Herschel 5 maja 1834 roku.